# Jordanische Fußballnationalmannschaft/Weltmeisterschaften
Der Artikel beinhaltet eine ausführliche Darstellung der jordanischen Fußballnationalmannschaft bei Weltmeisterschaften und den Qualifikationen. Jordanien konnte sich im Juni 2025 erstmals für eine WM-Endrunde qualifizieren. Zuvor scheiterte die Mannschaft immer in der Qualifikation, an der sie seit 1985 teilnimmt. 

## Überblick
| Jahr | Gastgeberland          | Teilnahme bis …    | Letzte(r) Gegner | Ergebnis | Trainer | Bemerkungen und Besonderheiten                                                               |
| ---- | ---------------------- | ------------------ | ---------------- | -------- | ------- | -------------------------------------------------------------------------------------------- |
| 1930 | Uruguay                | nicht teilgenommen |                  |          |         | Kein unabhängiger Staat (britisches Protektorat)                                             |
| 1934 | Italien                | nicht teilgenommen |                  |          |         | Kein unabhängiger Staat (britisches Protektorat)                                             |
| 1938 | Frankreich             | nicht teilgenommen |                  |          |         | Kein unabhängiger Staat (britisches Protektorat)                                             |
| 1950 | Brasilien              | nicht teilgenommen |                  |          |         | Kein FIFA-Mitglied                                                                           |
| 1954 | Schweiz                | nicht teilgenommen |                  |          |         | Kein FIFA-Mitglied                                                                           |
| 1958 | Schweden               | nicht teilgenommen |                  |          |         |                                                                                              |
| 1962 | Chile                  | nicht teilgenommen |                  |          |         |                                                                                              |
| 1966 | England                | nicht teilgenommen |                  |          |         |                                                                                              |
| 1970 | Mexiko                 | nicht teilgenommen |                  |          |         |                                                                                              |
| 1974 | Deutschland            | nicht teilgenommen |                  |          |         |                                                                                              |
| 1978 | Argentinien            | nicht teilgenommen |                  |          |         |                                                                                              |
| 1982 | Spanien                | nicht teilgenommen |                  |          |         |                                                                                              |
| 1986 | Mexiko                 | nicht qualifiziert |                  |          |         | In der Qualifikation in der ersten Runde als Gruppendritter ausgeschieden                    |
| 1990 | Italien                | nicht qualifiziert |                  |          |         | In der Qualifikation in der ersten Runde als Gruppendritter ausgeschieden                    |
| 1994 | USA                    | nicht qualifiziert |                  |          |         | In der Qualifikation in der ersten Runde als Gruppenvierter ausgeschieden.                   |
| 1998 | Frankreich             | nicht qualifiziert |                  |          |         | In der Qualifikation in der ersten Runde an den Vereinigten Arabischen Emiraten gescheitert. |
| 2002 | Südkorea/Japan         | nicht qualifiziert |                  |          |         | In der Qualifikation in der ersten Runde an Usbekistan und Turkmenistan gescheitert.         |
| 2006 | Deutschland            | nicht qualifiziert |                  |          |         | In der Qualifikation in der zweiten Runde am Iran gescheitert.                               |
| 2010 | Südafrika              | nicht qualifiziert |                  |          |         | In der Qualifikation in der dritten Runde an Süd- und Nordkorea gescheitert                  |
| 2014 | Brasilien              | nicht qualifiziert |                  |          |         | In den interkontinentalen Play-offs der Qualifikation an Ex-Weltmeister Uruguay gescheitert. |
| 2018 | Russland               | nicht qualifiziert |                  |          |         | In der zweiten Qualifikationsrunde an Australien gescheitert.                                |
| 2022 | Katar                  | nicht qualifiziert |                  |          |         | In der zweiten Qualifikationsrunde wieder an Australien gescheitert.                         |
| 2026 | Kanada, Mexiko und USA | qualifiziert       |                  |          |         | Als Gruppenzweiter hinter Südkorea für die Endrunde qualifiziert.                            |

## WM-Turniere

### Weltmeisterschaften 1930 bis 1982
Die Jordan Football Association wurde zwar bereits 1949 drei Jahre nach der Unabhängigkeit des Landes gegründet und trat 1956 der FIFA bei, nahm aber nicht an den Qualifikationen für die Weltmeisterschaften 1958, 1962, 1966, 1970, 1974, 1978 und 1982 teil.

### Weltmeisterschaft 1986
An der Qualifikation für die zweite WM in Mexiko nahm Jordanien erstmals teil und konnte in der Westasien-Zone zwar das erste Qualifikationsspiel daheim gegen Katar in der ersten Runde gewinnen, verlor aber das Rückspiel und beide Spiele gegen den Irak, der sich am Ende erstmals für die WM-Endrunde qualifizieren konnte.

### Weltmeisterschaft 1990
In der Qualifikation für die zweite WM in Italien konnte sich Jordanien in der 1. Gruppenphase nicht gegen Katar und den Irak durchsetzen und nur die beiden Spiele gegen den Oman gewinnen. Als Gruppendritte verpassten sie damit die Endrunde der sechs besten asiatischen Mannschaften. 

### Weltmeisterschaft 1994
In der Qualifikation für die WM in den USA belegte Jordanien in der ersten Runde bei Turnieren in Jordanien und China den vierten Platz hinter dem Irak, China sowie dem Jemen, da nur beide Spiele gegen Pakistan gewonnen wurden, das alle Spiele verlor. Damit verpassten sie die zweite Runde.

### Weltmeisterschaft 1998
In der Qualifikation für die zweite WM in Frankreich gelang in der ersten Runde bei einem Turnier in Bahrain ein Sieg gegen Bahrain und ein torloses Remis im Heimspiel gegen die Vereinigten Arabischen Emirate. Da die beiden anderen Spiele verloren wurden, reichte es nur zum zweiten Platz, der nicht zum Weiterkommen reichte.

### Weltmeisterschaft 2002
Für die erste WM in Asien scheiterte Jordanien in der ersten Qualifikationsrunde an Usbekistan sowie Turkmenistan und konnte nur die beiden Spiele gegen Taiwan gewinnen.

### Weltmeisterschaft 2006
In der Qualifikation für die zweite WM in Deutschland war Jordanien per Freilos direkt für die zweite Runde qualifiziert. Dort konnte sich Jordanien in der Gruppe 1 der Asien-Zone nicht gegen den Iran durchsetzen und nur Katar und Laos hinter sich lassen.

### Weltmeisterschaft 2010
In der Qualifikation für die erste WM in Afrika traf Jordanien in der ersten Runde auf Kirgisistan. Nach einer 0:2-Auswärtsniederlage wurde das Rückspiel daheim mit 2:0 nach Verlängerung gewonnen, so dass ein Elfmeterschießen entscheiden musste, das die Jordanier mit 6:5 gewannen. Damit waren sie direkt für die dritte Runde qualifiziert. Hier konnten sie nur beide Spiele gegen Turkmenistan gewinnen und in Südkorea einen Punkt holen. Da beide Spiele gegen Nordkorea und das Heimspiel gegen Südkorea verloren wurden, schieden sie als Gruppendritte aus.

### Weltmeisterschaft 2014
In der Qualifikation für die WM in Brasilien traf Jordanien in der zweiten Runde auf Nepal und gewann daheim mit 9:0, der bis heute höchste Sieg der Jordanier. Das Rückspiel in Nepal endete 1:1. In der dritten Runde trafen die Jordanier auf den Irak, China und Singapur. Sie gewannen die ersten vier Spiele, verloren dann aber daheim gegen den Irak mit 1:3 und in China ebenfalls mit 1:3. Damit wurden sie Gruppenzweite hinter dem Irak. In der vierten Runde waren Japan, Australien, der Oman und wieder der Irak die Gegner. Die Jordanier konnten die Heimspiele gegen die späteren Gruppensieger Japan und Gruppenzweiten Australien sowie den Oman gewinnen und daheim ein 1:1 gegen den Irak erzielen. Da aber die vier Auswärtsspiele verloren wurden, reichte es nur zum dritten Platz, der aber zum Einzug in die fünfte Runde verhalf, wo sie auf den Gruppendritten der Parallelgruppe trafen. Nach zwei 1:1-Remis gegen Usbekistan gewannen sie im Elfmeterschießen mit 9:8 und qualifizierten sich damit für die interkontinentalen Play-offs gegen Ex-Weltmeister Uruguay. Die Jordanier hatten zunächst Heimrecht, verloren aber mit 0:5. Im Rückspiel in Uruguay erreichten sie immerhin ein torloses Remis.

### Weltmeisterschaft 2018
In der Qualifikation traf die Mannschaft in der zweiten Runde auf Australien, Kirgisistan, Tadschikistan und Bangladesch. Mit fünf Siegen, einem Remis und zwei Niederlagen wurden die Jordanier Gruppenzweite, als nur sechstbester Gruppenzweiter verpassten sie aber die dritte Runde.

### Weltmeisterschaft 2022
In der Qualifikation für die Winter-WM in Katar mussten die Jordanier erst in der zweiten Runde antreten und trafen dabei auf Australien, Kuwait, Nepal und die Republik China. Die Jordanier gewannen vier Spiele, spielten zweimal remis und verloren zwei Spiele. Damit wurden sie Gruppendritte hinter den punktgleichen Kuwaitis, die aber die bessere Tordifferenz hatten, und verpassten den Sprung in die dritte Runde, die aber auch die Kuwaitis als schlechtester Gruppenzweiter verpassten.

### Weltmeisterschaft 2026
Für die erste WM in drei Ländern – Kanada, Mexiko und den USA – wurde die Zahl der Teilnehmer auf 48 erhöht und den asiatischen Mannschaften drei feste Plätze mehr zugestanden, so dass sich nun acht AFC-Mitglieder direkt qualifizieren können. Eine weitere asiatische Mannschaft nimmt am WM-Play-off-Turnier im März 2026 teil. Jordanien musste erst in der zweiten Runde in die Qualifikation einsteigen und traf dort zwischen November 2023 und Juni 2024 in Hin- und Rückspielen auf Saudi-Arabien, Tadschikistan und Pakistan. Mit vier Siegen einem Remis und einer Niederlage qualifizierten sich die Jordanier vor den punktgleichen Saudis aufgrund der besseren Tordifferenz als Gruppensieger für die dritte Runde. Hier trafen sie zwischen September 2024 und Juni 2025 auf Südkorea, den Irak, den Oman, Palästina und Kuwait. Mit vier Siegen, vier Remis und zwei Niederlagen qualifizierten sich die Jordanier als Gruppenzweite erstmals für die WM-Endrunde.